# Mariene ecoregio Bismarckzee
De Mariene ecoregio Bismarckzee (134) (Engels: Bismarck Sea marine ecoregion) is een biogeografische regio en ligt in het westen van de Grote Oceaan in de Mariene provincie Oostelijke Koraaldriehoek (31) in het Marien rijk Centrale Indo-Pacific. De mariene ecoregio is vastgesteld door het World Wide Fund for Nature en The Nature Conservancy en is vernoemd naar de Bismarckzee.
In het oosten grenst het gebied aan de mariene ecoregio Salomonarchipel (135), in het zuidoosten aan de mariene ecoregio Salomonzee (136) en in het westen aan de mariene ecoregio Papoea (130).

## Geografie
De mariene ecoregio ligt in het westen van de Grote Oceaan voor de noordoostkust van Papoea-Nieuw-Guinea. Het gebied ligt in de Bismarckzee en strekt zich uit van ongeveer 100 kilometer ten oosten van de grens tussen Indonesië en Papoea-Nieuw-Guinea tot aan de westkust van de eilanden Nieuw-Ierland en Nieuw-Brittannië. Het omvat een groot deel van de wateren rond de Bismarckarchipel, inclusief de Straat van Vitiaz en de Straat van Dampier.
Door het gebied stroomt de Nieuw-Guineakuststroom.

## Biogeografie
Het gebied kent zeeleven dat houdt van tropische temperaturen.